# Vauxhall Viva
O Vauxhall Viva é um automóvel do segmento C produzido pela Vauxhall em uma sucessão de três versões entre 1963 e 1979. Elas foram designadas como séries HA, HB e HC.
O Viva foi introduzido um ano após a empresa parceira da Vauxhall, a Opel, lançar o Opel Kadett A. Ambos os carros foram resultado do mesmo projeto da General Motors e compartilham as mesmas construções de assoalho e motor, mas com uma diferença principal sendo o uso de medidas métricas para o Opel e imperiais para o Vauxhall. Eles também são visualmente semelhantes, no entanto, poucos componentes são intercambiáveis. Uma versão furgão também foi produzida, como o Bedford HA. No Reino Unido, os principais concorrentes do Viva na época de seu lançamento incluíam os bens estabelecidos Ford Anglia e Morris Minor.
A terceira geração da série HC foi o último carro de passeio projetado exclusivamente pela Vauxhall quando encerrou a produção em 1979 (embora não tenha sido o último veículo projetado pela Vauxhall a sair de produção no geral — essa distinção pertence ao furgão Bedford CF), já que a GM Europe unificou as marcas Opel e Vauxhall em torno de uma única linha de modelos desenvolvidos pela Opel.
A Vauxhall reviveu o nome Viva de 2015 a 2019 em uma variante renomeada do Opel Karl/quarta geração do Chevrolet Spark.

## Reavivamento do nome

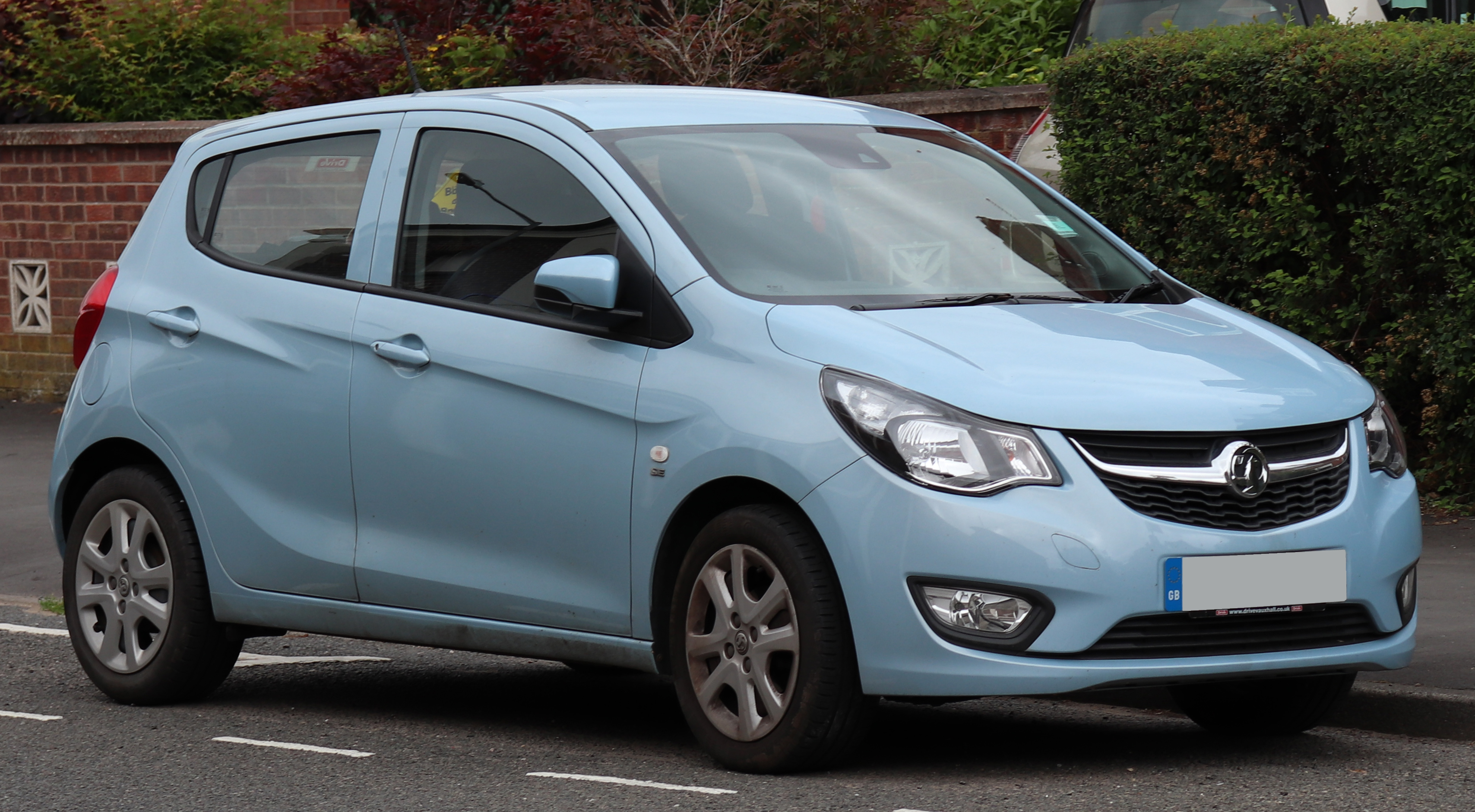
Vauxhall Viva SE 2016

Em 2004, em cooperação com a fabricante da Lada, AvtoVAZ, a General Motors lançou o GM-AvtoVAZ Chevrolet Viva na Rússia. Este era essencialmente um Opel Astra G de quatro portas (o modelo que foi introduzido como Vauxhall/Opel em 1998 e foi produzido até 2004).
O nome também foi usado pela Holden na Austrália e na Nova Zelândia em versões do Daewoo Lacetti e Nubira, que foram comercializadas como Holden Viva.
O nome Viva retornou em 2015, como um modelo Vauxhall para o Reino Unido. Ele é baseado no Chevrolet Spark projetado e fabricado na Coreia, que foi comercializado como Opel Karl na maior parte da Europa, de 2015 a 2019. Ele substituiu o Vauxhall Agila. O Viva foi descontinuado em 2019.